# Pierre (évêque de Vannes)
Pour les articles homonymes, voir Pierre.
Pierre ( floruit fin du XIIIe siècle) fut peut-être évêque de Vannes vers 1276 et jusqu'en 1278.

## Contexte
Après le décès de l'évêque Gui de Conleu, le siège épiscopal de Vannes connaît une vacance inexpliquée et d'une durée indéterminée. Pierre de Vannes est uniquement mentionné dans une charte de l'abbaye de Marmoutier de 1276. Il ne semble pas avoir été reconnu par le Saint Siège, car lors de la nomination d'Hervé Bloc, dans sa bulle pontificale du 12 décembre 1278, le pape Nicolas III évoque comme prédécesseur du nouveau prélat l'évêque Gui de Conleu.
Bien que mentionné dans la Gallia Christiana, ce prélat est ignoré par Jean-Pierre Leguay qui mentionne « huit années de vacance (sede vacante) » de 1270 à 1278.

## Source
- (la) Jean-Barthélemy Hauréau, Gallia Christiana, vol. XIV Provincia Turonensi, Paris, Firmin-Didot, 1856, p. 929 Ecclesia Venetensis XI Petrus Ier.